# Aston Martin DBX Concept
L'Aston Martin DBX Concept est un concept car SUV (Véhicule Utilitaire Sport) de luxe, coupé intégrale 100 % électrique, du constructeur automobile britannique Aston Martin. Présentée au salon international de l'automobile de Genève 2015, elle n'est pas destinée à la commercialisation mais annonce l'arrivée future d'un SUV DBX dans la gamme d'Aston Martin.

## Historique
Ce premier SUV de la marque est présenté par Andy Palmer (en), PDG d'Aston Martin, aux côtés des Aston Martin Vulcan V12 de 810 chevaux, et Aston Martin V8 Vantage GT3 Special.

Concours d'élégance Villa d'Este 2015
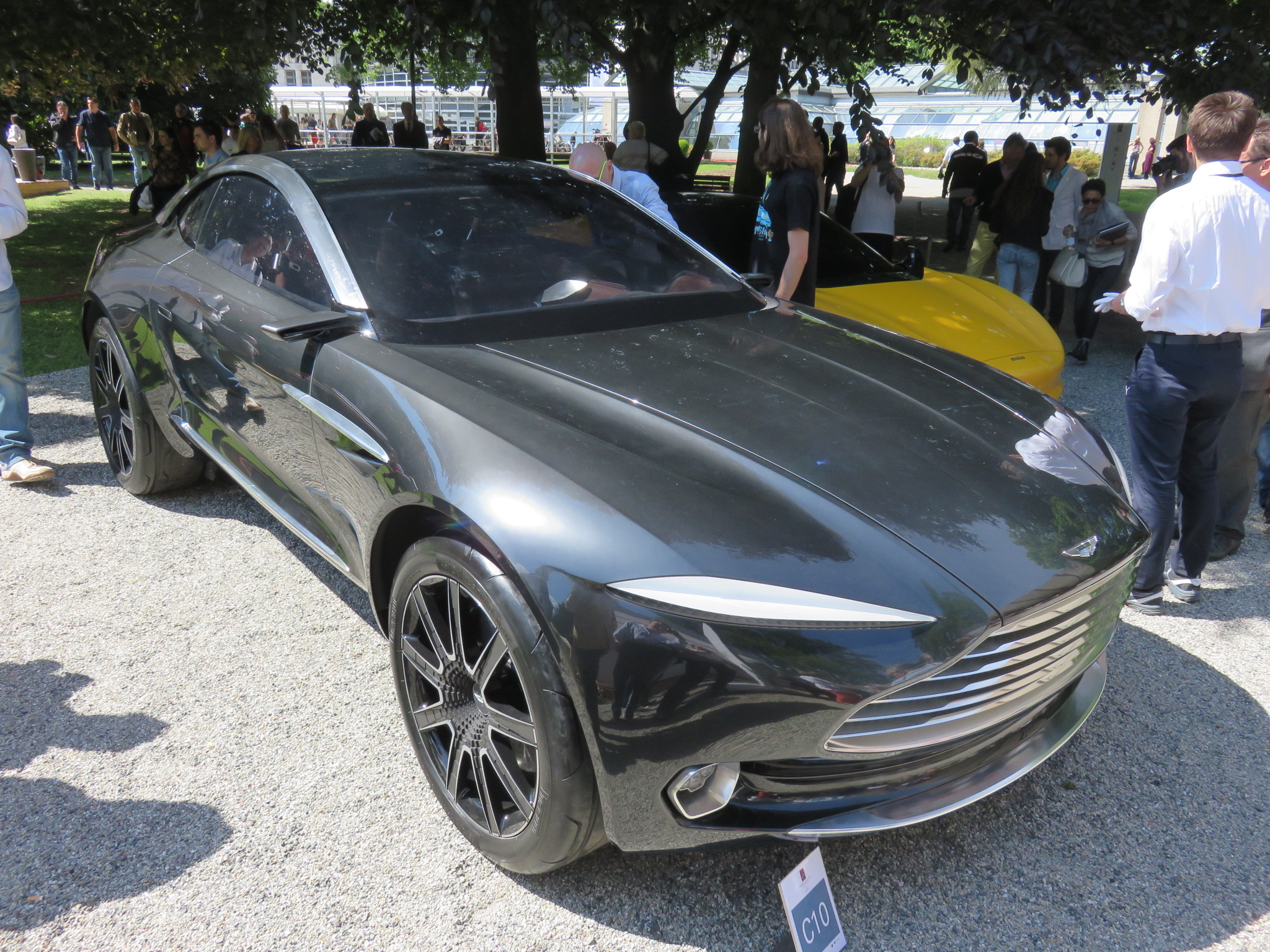
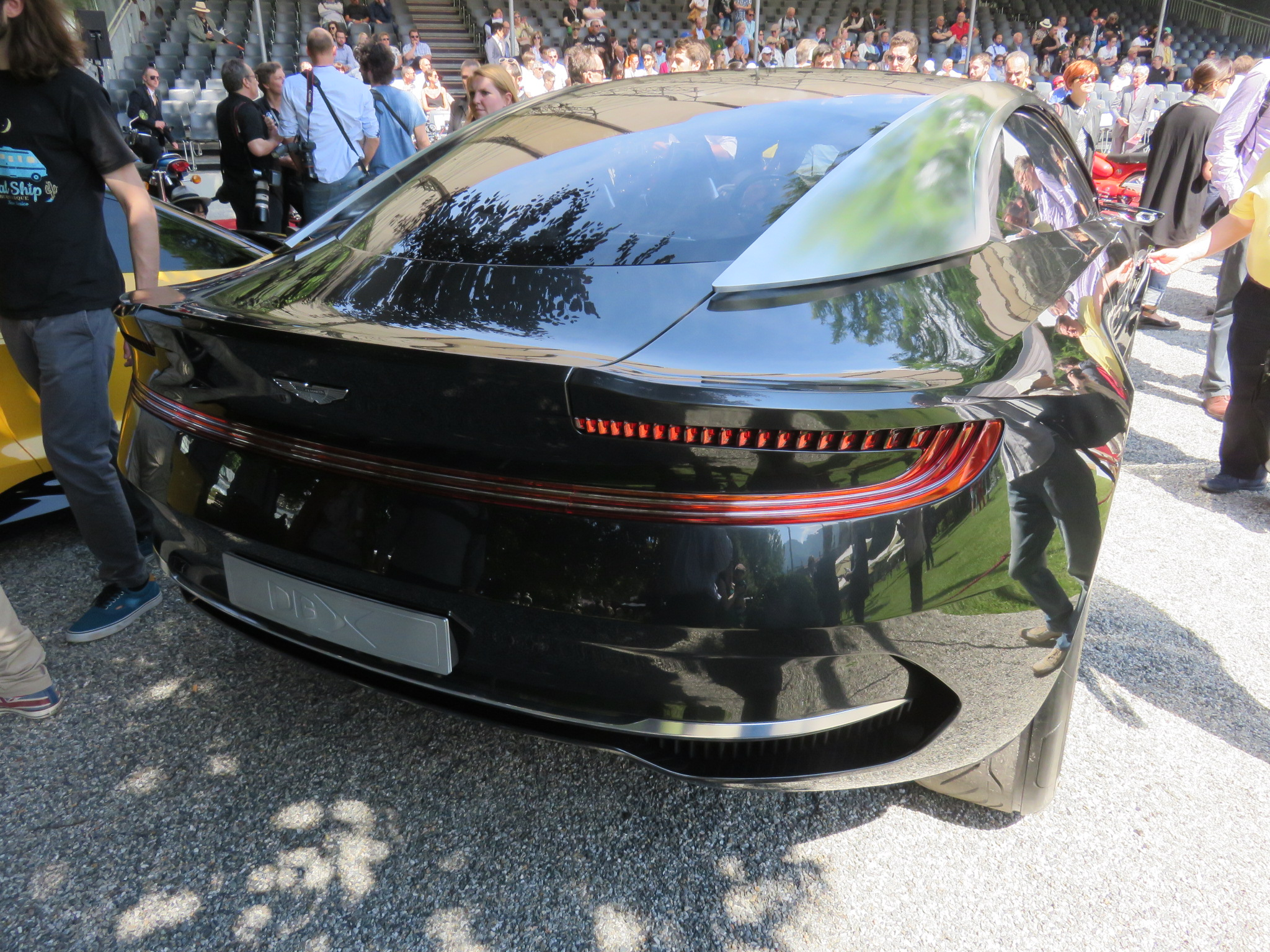
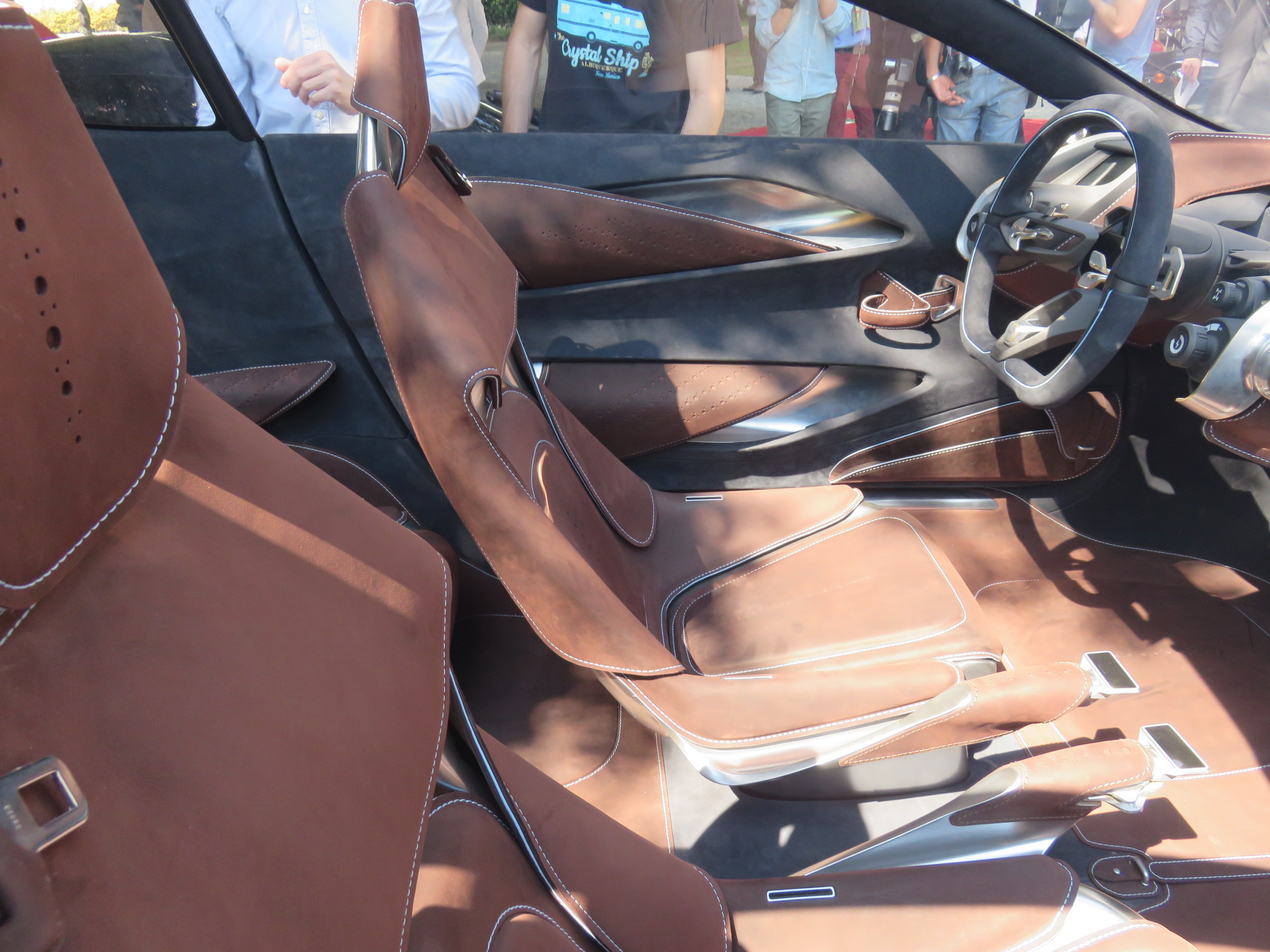

Ce concept car est conçu au siège d'Aston Martin de Gaydon (Warwickshire), par Marek Reichman, directeur du design de la marque, et son équipe, avec :
- 4 places + coffre, intérieur cuir nubuck
- Carrosserie inspirée des Aston Martin DB10, avec couleur perle noire (Black Pearl chrome)
- Transmission intégrale par 4 moteurs électriques intégrés dans les roues (pas de compartiment moteur)
- Freins carbone céramique + système de récupération de l'énergie cinétique KERS
- Batterie au lithium souffre